# Сем Косгроув
Сем Косгроув (англ. Sam Cosgrove, нар. 2 грудня 1996, Беверлі) — англійський футболіст, нападник клубу «Плімут Аргайл».

## Ігрова кар'єра
Народився 2 грудня 1996 року в місті Беверлі. Вихованець юнацьких команд футбольних клубів «Евертон» та «Віган Атлетік».
3 січня 2015 року Косгроув дебютував за першу команду клубу «Віган Атлетік» під час гри третього раунду Кубка Англії проти «Болтон Вондерерз» (0:1), а в березні підписав з клубом свій перший професіональний контракт.
У сезоні 2015/16 років Косгроув для отримання ігрової практики виступав на правах оренди за аматорські команди «Барроу», «Чорлі» та «Нантвіч Таун». Після цього у червні 2016 року Косгроув підписав новий однорічний контракт з «Віганом», а в серпні знову зіграв за команду, вийшовши на заміну в Кубку ліги проти «Олдем Атлетіка». Втім цей матч для нападника став останнім за рідну команду і другу половину сезону він провів в оренді в клубі «Норт Феррібі Юнайтед», зіграв 14 матчів у Національній лізі, після чого відпущений «Віганом» після закінчення терміну дії його контракту.
1 серпня 2017 року Косгроув уклав короткостроку угоду до січня з клубом Другої англійської ліги «Карлайл Юнайтед». Нападник не був основним гравцем клубу, тим не менш незабаром контракт гравця був подовжений до кінця сезону.
У січні 2018 року Косгроув уклав попередній контракт з шотландським клубом «Абердин», який мав вступити у силу з літа, після завершення угоди з англійським клубом, втім 31 січня стало відомо, що шотландський клуб завчасно викупив контракт гравця за 40 тис. фунтів. 25 лютого, через вісім хвилин після його дебюту, у грі проти «Селтіка» (0:2) Косгроув був вилучений з поля за грубий фол проти капітана суперника Скотта Брауна. Після того як влітку 2018 року команду покинув основний нападник Адам Руні, Косгроув став основним гравцем атакувальної ланки команди. У складі «Абердина» протягом трьох наступних сезонів був одним з головних бомбардирів команди, маючи середню результативність на рівні 0,43 гола за гру першості. При цьому у сезоні 2018/19 він забив 17 голів у чемпіонаті, ставши другим найкращим бомбардиром турніру після Альфредо Морелоса.
31 січня 2021 року Косгроув підписав контракт на три з половиною роки з клубом англійського Чемпіоншипу «Бірмінгем Сіті», який заплатив за гравця 2 млн фунтів. Втім вже через місяць тренер Айтор Каранка, який погоджував перехід нападника, був звільнений, а його наступник Лі Боєр вирішив зробити ставку на пару нападників Скотт Гоган та Лукас Юткевич. В результаті Косгроув рідко виходив на поле, а наступний сезон 2021/22 років змушений був провести в оренді у командах Першої ліги «Шрусбері Таун» та «Вімблдон».
У серпні 2022 року він провів три матчі за першу команду «Бірмінгем Сіті», а потім повернувся до Першої ліги, коли 1 вересня приєднався до клубу «Плімут Аргайл» на правах оренди до кінця сезону.

## Особисте життя
Косгроув народився в Беверлі, графство Йоркшир, але його родина переїхала до Чешира, коли він був ще немовлям, і там відвідував Натсфордську середню школу. Вболівальник «Манчестер Сіті».